# Promilletecken

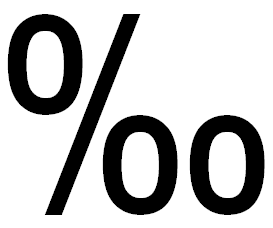
Promilletecken.

Promilletecknet eller ‰-tecknet betecknar promille, det vill säga tusendelar.
Promilletecknet följer samma typografiska regler som procenttecknet (%). Således bör, enligt Språkrådet, ett promilletal skrivas så att promilletecknet skiljs med ett fast mellanrum från själva siffervärdet: Skriv 5 ‰ hellre än 5‰.
Promilletecknet har HTML-koden &permil; och Unicode-koden U+2030 (Per Mille Sign).
Om man ska skriva promilletecknet på en dator med Windows så skriver man Alt+0137.